# 祖国—全俄罗斯
祖国－全俄罗斯 (俄語：Отечество – Вся Россия, ОВР) 是存在于1998年至2002年的俄罗斯政党联盟。
它是由莫斯科市长尤里·米哈伊洛维奇·卢日科夫主持的“祖国”运动，和鞑靼斯坦共和国总统明季梅尔·沙里波维奇·沙伊米耶夫、巴什科尔托斯坦共和国总统穆塔扎·拉希莫夫、印古什共和国总统鲁斯兰·奥舍夫以及圣彼得堡市长弗拉基米尔·雅科夫列夫主持的“全俄罗斯”运动。在1999年8月28日举行的创始大会上，叶夫根尼·马克西莫维奇·普里马科夫和尤里·米哈伊洛维奇·卢日科夫当选为第一任主席
该政党于1999年在叶夫根尼·普里马科夫、尤里·卢日科夫和弗拉基米尔·雅科夫列夫的领导下，加入国家杜马选举。在选举前的辩论中，遭到了鲍里斯·阿布拉莫维奇·别列佐夫斯基控制的媒体中“黑色公共关系”运动的封锁与对手保守的团结的竞争。祖国—全俄罗斯在2000年支持弗拉基米尔·弗拉基米罗维奇·普京任俄罗斯总统。
2001年12月1日，竞争对手团结和祖国-全俄罗斯的联合大会决定合并为一个新的政党——统一俄罗斯。在祖国－全俄罗斯2002年4月9日的第四次大会上，该党决定解散。